# Miejsce zerowe

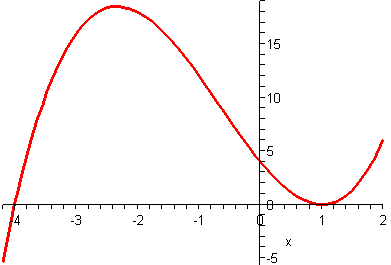
Wykres funkcji, która ma 2 miejsca zerowe, czyli x = -4 i 1

Miejsce zerowe, czasem punkt zerowy, zero lub pierwiastek – argument funkcji, dla którego przyjmuje ona wartość zerową.
W przypadku funkcji rzeczywistej zmiennej rzeczywistej przedstawionej w układzie współrzędnych kartezjańskich interpretacją geometryczną miejsca zerowego jest odcięta punktu należącego do wykresu danej funkcji, który leży zarazem na osi odciętych.